# Pintassilgo-lawrence
O pintassilgo-lawrence (Spinus lawrencei ou Carduelis lawrencei) é um pequeno fringilídeo, bonito, pouco comum, de distribuição muito errática, reproduz-se num território pouco extenso, nos bosques abertos da Califórnia e Baixa Califórnia.

## Características gerais
O pintassilgo de Lawrence é parente do pintassilgo americano (Spinus tristis) e do pintassilgo-capa-preta (Spinus psaltria). É um pássaro dos bosques abertos, do chaparral, de bosques de carvalhos, pinhais, bosques de coníferas, perto de pequenos cursos de água, que usa para beber e para se banhar. Reproduz-se neste território da Califórnia e norte da Baixa Califórnia, de meados de Abril a finais de Julho.
De distribuição muito errática, mesmo no seu território de reprodução, o seu estudo não é fácil. Com efeito, se num ano é abundante em determinado território, no ano seguinte é raro ou mesmo ausente nessa zona, voltando a aparecer ao fim de alguns anos. Os movimentos migratórios entre o território de reprodução e o de inverno são complexos e erráticos. No Outono e inverno fazem incursões imprevisíveis ao deserto de Sonora, ao Arizona e Novo México e em alguns anos podem deslocar-se até ao Texas ocidental, mas noutros anos nenhum pássaro é avistado nesta zona.  Por vezes, no inverno aparece também no território de reprodução. Por causa destes movimentos pouco regulares não é fácil estudar a espécie e calcular com precisão a sua densidade populacional.
Considerado pela IUCN como espécie Pouco Preocupante, pois o declínio da espécie é inferior a 10% nos últimos 10 anos.

## Descrição

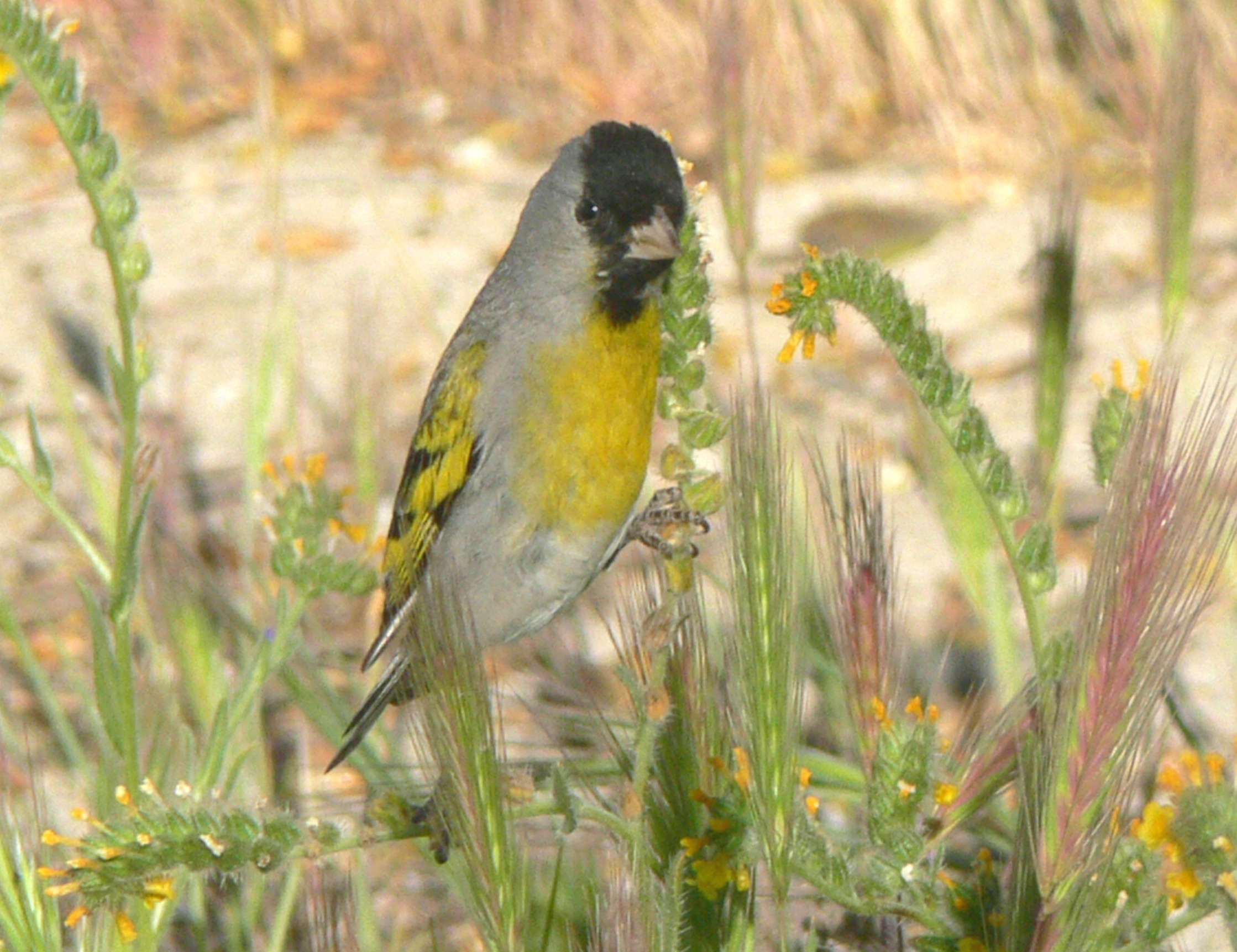
Macho

Com um comprimento entre 10 e 12 cm, uma envergadura entre asas de 21 cm e um peso entre 9 e 14 gramas, é ligeiramente maior que o pintassilgo capa-preta e ligeiramente menor que o pintassilgo americano. O dimorfismo sexual permite distinguir com facilidade os machos das fêmeas. O macho tem a face preta, o corpo cinzento, as asas pretas com grandes bandas amarelas e com a ponta das penas primárias também amarelas. Peito amarelo. Cauda preta com uma risca branca. A fêmea tem o corpo cinzento, por vezes acastanhado, face cinzenta, asas com bandas amarelas, mas menos extensas do que nos machos, ponta das primárias também amarelas. Peito amarelo. Cores menos brilhantes do que no macho. Os juvenis são semelhantes às fêmeas mas com menos amarelo e com as cores mais baças.
A muda é feita na primavera tornando-se as cores mais brilhantes.
Alimenta-se de sementes de arbustos e também come bagas de azevinho. Durante a época de reprodução alimenta-se de sementes de plantas anuais tais como amsinckia, adenostoma fasciculatum e lepidium. Também come gomos de plantas e alguns insectos.
O macho canta de inverno mas em especial na época de reprodução. A fêmea também canta mas raramente.
Espécie muito gregária costuma viajar em bandos.
Espécie muito homogénea, sem subespécies.
O nome carduelis Lawrencei foi dado por Cassin em 1852 em homenagem ao ornitólogo americano George Newbold Lawrence.

## Reprodução

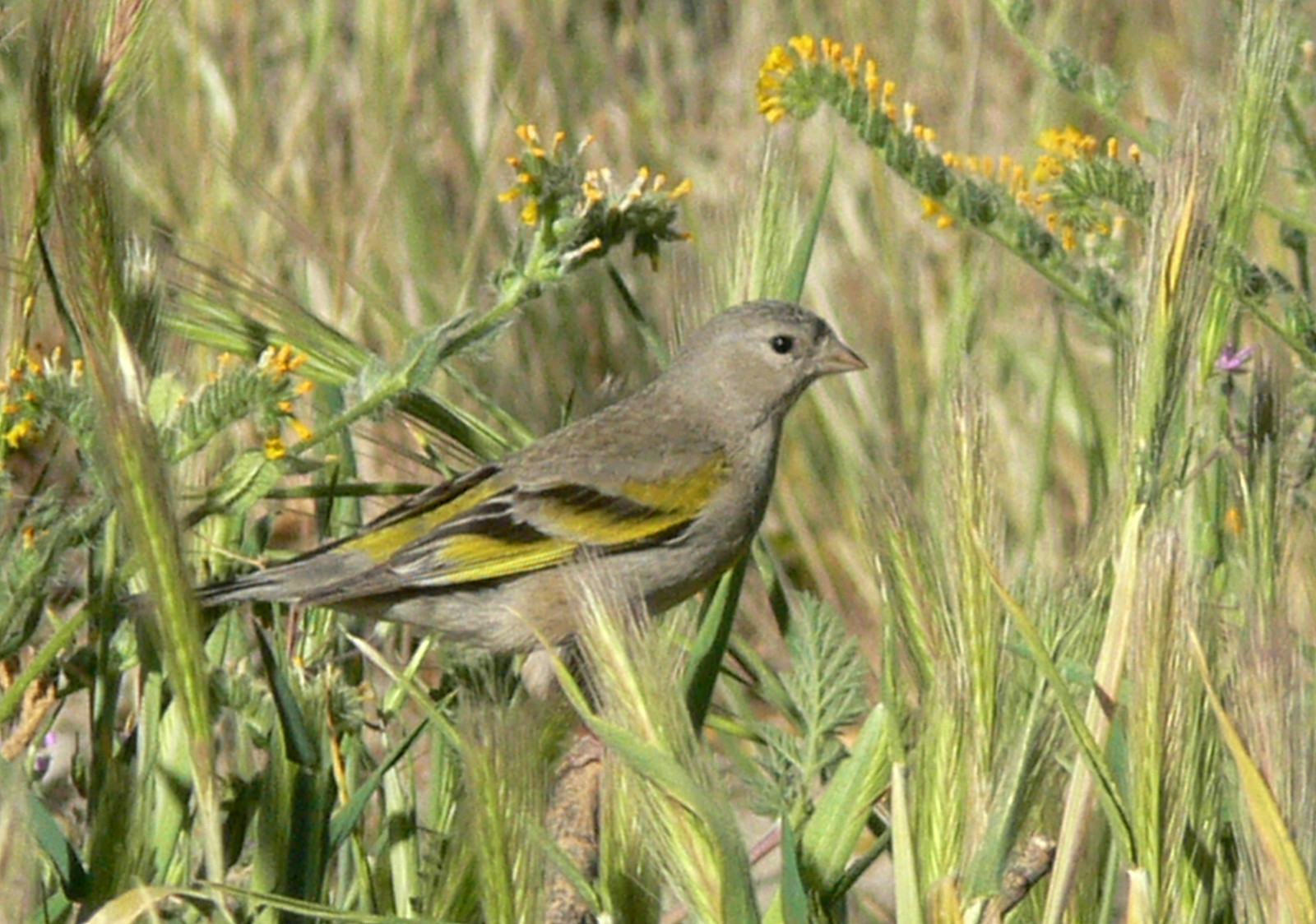
Fêmea

A fêmea faz o ninho, em forma de taça, com palhas, penas, pêlos animais. O macho pode ajudar a transportar os materiais. O ninho é construído numa bifurcação de árvores tais como o carvalho, cipreste, pinheiro, perto do topo. Também pode ser feito num arbusto. A fêmea põe entre 3 e 6 ovos brancos azulados ou esverdeados, que são incubados durante 12 a 13 dias. O macho alimenta a fêmea durante este período.

## Filogenia
Obtida por Antonio Arnaiz-Villena et al.